# کراوترگرسهایم
کراوترگرسهایم (به فرانسوی: Krautergersheim) یک کمون در فرانسه با جمعیت ۱٬۶۱۳ نفر است که در Canton of Obernai واقع شده‌است.